# Praia Mato de Camboriú
A Praia Mato de Camboriú, também conhecida como Costão, é uma praia localizada na cidade de Itapema, no estado brasileiro de Santa Catarina. Ao estabelecer uma grande visão panorâmica, este ponto torna-se um dos cartões postais da cidade e frequentemente recebe turistas para caminharem sobre as rochas formadas na praia.